# Communauté de communes du canton de Combles
Pour les articles homonymes, voir Combles (homonymie).
La communauté de communes du canton de Combles  est une ancienne communauté de communes française, située dans le département de la Somme.

## Historique
La communauté de communes est créée par un arrêté préfectoral du 10 décembre 1993.
Dans le cadre des dispositions de la loi du 16 décembre 2010 de réforme des collectivités territoriales, qui prévoit que les intercommunalités doivent regrouper au moins 5 000 habitants, la communauté de communes est dissoute le 31 décembre 2012 et quatre de ses communes ( Carnoy, Curlu, Maricourt et Montauban-de-Picardie) rejoignent la communauté de communes du Pays du Coquelicot, les autres  la communauté de communes de la Haute-Somme,.

## Territoire communautaire

### Composition
Cette communauté de communes était composée des 19 communes suivantes en 2012 :
- Combles
- Carnoy
- Curlu
- Équancourt
- Étricourt-Manancourt
- Flers
- Ginchy
- Gueudecourt
- Guillemont
- Hardecourt-aux-Bois
- Hem-Monacu
- Lesbœufs
- Longueval
- Maricourt
- Maurepas
- Mesnil-en-Arrouaise
- Rancourt
- Sailly-Saillisel

### Démographie
En 2012, l’intercommunalité avait une population totale de 4 358 habitants

## Organisation

### Siège
Le siège de l'intercommunalité était à Combles, 1 rue de la Haut

### Élus
La communauté de communes était administrée par son conseil communautaire, composé de  conseillers municipaux représentant les  communes membres.

### Liste des présidents
| Période                                  | Période       | Identité      | Étiquette | Qualité                                                                           |
| ---------------------------------------- | ------------- | ------------- | --------- | --------------------------------------------------------------------------------- |
| Les données manquantes sont à compléter. |               |               |           |                                                                                   |
| 2008                                     | décembre 2012 | Didier Samain | DVD       | Maire de Guillemont (2001 → ) Vice-président de la CC de la Haute Somme (2013 → ) |

### Compétences
L’intercommunalité exerçait les compétences qui lui avaient été transférées par les communes membres, dans les conditions déterminées par le code général des collectivités territoriales.

### Régime fiscal et budget
La communauté de communes était un établissement public de coopération intercommunale à fiscalité propre.
Afin de financer l'exercice de ses compétences, la communauté de communes percevait une fiscalité additionnelle aux impôts locaux des communes, avec fiscalité professionnelle de zone (FPZ ) et sans fiscalité professionnelle sur les éoliennes (FPE).